# 烏重胤
乌重胤（761年—827年11月30日），字保君，封张掖郡公，后进为邠国公，谥懿穆。唐朝将领、使相。

## 背景
他的先世为乌洛侯人，以国为氏。迁居张掖后，改单姓乌。另说其先出自姬姓，黄帝之后。乌重胤出生于唐肃宗上元二年（761年），父亲乌承玭是河东的一位将领。乌重胤年轻时在潞州担任牙将。后任都知兵马使。

## 唐宪宗年间
唐宪宗元和五年（810年）四月，乌重胤在昭义节度使卢从史手下参与讨伐成德节度使王承宗。卢从史又和王承宗勾结。当时神策行营与卢从史军相近，左神策军护军中尉吐突承璀打算先铲除卢从史，与乌重胤合谋。乌重胤为卢从史委任亲信，让他负责保卫自己。吐突承璀故意给卢从史很多礼物，然后借在军营设宴时将其捕缚，帐下士兵持武器聚集躁动，乌重胤发布戒严，喝叱说：“天子有命，从者赏，违者斩！”士卒收敛返回各部，无人敢轻举妄动。吐突承璀让乌重胤代领昭义军，唐宪宗嘉奖乌重胤功绩，授潞州府左司马，封张掖郡公，翰林学士李绛不欲乌重胤从割据故事，宪宗从李绛奏，于是乌重胤以昭义军节度右厢都押衙、兼马军都知兵马使、同州节度副使、银青光禄大夫、检校太子宾客、兼潞州大都督府左司马、御史中丞、上柱国、张掖郡开国公迁使持节、怀州刺史、兼御史大夫、充河阳三城怀州节度营田等使，散官勋并如故；时任河阳节度使孟元阳调任昭义节度使。任上邀请进士李珏以为幕僚。
元和九年（814年）闰八月，彰义军节度使吴少阳死，子摄蔡州刺史吴元济秘不发丧，自领军务，割据自立、纵兵劫掠。宪宗下诏以乌重胤兼汝州（今河南平顶山）刺史，将河阳军部移到汝州，参与讨伐吴元济。乌重胤请宁州刺史曹华为怀汝节度行营副使。
乌重胤以重兵镇压蔡州境，与忠武军节度使李光颜互为犄角，于十年（815年）十一月合败彰义军于小溵水，破城。十一年（816年）四月，乌重胤与李光颜合败彰义军于陵云栅，斩首三千级，五月又合败之于陵云栅，斩首二千馀级，九月攻克陵云栅。三年之内，大小战斗一百余次，以大功加检校尚书右仆射。元稹代山南东道节度使严绶作《代谕淮西书》，劝说吴元济以乌重胤为榜样。元和十二年（817年）八月，裴度被任为宣慰处置使，行淮西行营元帅事，乌重胤和李光颜为争功，抢在裴度到任之前作战，结果在贾店战败。九月，吴元济属下将领李湍渡过溵河投降乌重胤，李湍之妻被叛军束缚在树上，脔食（凌迟）而死，死前还呼告丈夫李湍：“善事乌仆射。”看到的人都认为她是义女。十月，吴元济被另一员将领唐随邓节度使李愬所俘杀，十一月，乌重胤迁检校司空，进封邠国公。因为是从行伍之间升上来的，乌重胤能和士卒共患难，也很谦和，不居功，有能力的人都乐意为他效力。
元和十三年（818年）六月，乌重胤复为怀州刺史。他请求李湍妻事列入史册，宪宗下诏从之。十一月，沧州刺史李宗奭不听从上司横海节度使郑权的命令，宪宗任乌重胤为横海节度使。乌重胤率三千精兵赴任，但士兵不愿离乡，在途中逃亡，不敢回河阳，屯于城北掳掠，后归顺了新任河阳节度使令狐楚。当乌重胤到横海军任上后，十四年（819年）正月，李宗奭部下将吏惧怕乌重胤，驱逐了李宗奭，李宗奭奔京师，被斩。
乌重胤领横海镇之后，认为河北军阀自立、对抗朝廷是因为藩镇权力过大，三月上疏：“臣以河朔能拒朝命者，其大略可见。盖刺史失其职，反使镇将领兵事。若刺史各得职分，又有镇兵，则节将虽有禄山、思明之奸，岂能据一州为叛哉？所以河朔六十年能拒朝命者，只以夺刺史、县令之职，自作威福故也。臣所管德、棣、景三州，已举公牒，各还刺史职事讫，应在州兵，并令刺史收管。又景州本是弓高县，请却废为县，归化县本是草市，请废县依旧属德州。”建议宪宗让刺史全权处理军务，并且率先放权给横海的刺史，宪宗听从之，继而修订法令，诏诸道节度、都团练、都防御、经略等使将所统支郡兵马给刺史管领。从此横海成为河北对朝廷最恭顺的藩镇。

## 唐穆宗年间
元和十五年（820年）正月，唐宪宗驾崩，唐穆宗继位。十月，王承宗也去世，其弟王承元投降朝廷。穆宗命田弘正接替王承宗。长庆元年（821年）七月，田弘正被成德军都知兵马使王廷凑所杀，王廷凑自称留后。穆宗决定讨伐成德镇，诏魏博、横海、昭义、河东、义武诸军共十五万征讨。八月，王廷凑引卢龙叛帅朱克融军围深州。十月，乌重胤败成德军于饶阳，率军救深州，为诸军所倚重。乌重胤认为朝廷处置失当，王廷凑军气势正盛，未可击破，应该等待时机，未可轻进，于是按兵观望。穆宗急于平叛，怒，下诏以深冀行营节度使杜叔良代乌重胤为横海军节度使，以乌重胤为太子太保。年末改充山南西道节度使、检校司徒、兴元尹。次年又召至京师，以本官位授天平军节度使（天平军部在今山东泰安市东平县）、郓曹濮等州观察使。
乌重胤在天平军任上赏识书生程骧，给他钱数十万令他买书。
三年（823年）二月，乌重胤病，牙将王贽割大腿肉以疗之。

## 唐敬宗、唐文宗年间
四年（824年）十二月，唐敬宗即位，仍在天平军任上的乌重胤拜为同中书门下平章事。
宝历二年（826年），横海节度使李全略病死，其子李同捷据守沧州，奏请承袭节度使之位。十二月，唐文宗即位，次年五月，乌重胤以天平军节度使、守司徒、同平章事被加太子太师兼领横海节度使，仍旧割齐州隶属横海，乌重胤又以横海军节度沧、德、棣等州观察、处置等使、银青光禄大夫、检校司空、使持节沧州诸军事兼沧州刺史、御史大夫、上柱国、邠国公、食邑三千户获实授司徒；乌重胤父已赠工部尚书，再行追赠。文宗另改授李同捷为兖海节度使（治今山东济宁），李同捷抗命，被削官爵，乌重胤受命统领郓州、齐州兵联合周边藩镇攻打横海。十月，打了几场胜仗，却在十一月去世于军中，年六十七，赠太尉，谥懿穆。有20余名将领割下大腿肉来为他献祭，以表怀念，堪比古代名将。

## 家庭

### 父
- 乌承玭，河东将，追赠工部尚书

### 母
- 追赠国郡太夫人[56]

### 妻
- 张氏，邓国夫人[57]

### 子
- 乌汉弘，左羽林将军。
- 乌行专，密州刺史。
- 乌汉贞，左金吾将军。
- 乌行方，河南丞。
- 乌汉封，卫尉寺丞。
- 乌汉章，右骁卫仓曹参军。
- 乌行思，左卫仓曹参军。[58]
- 乌行初，佐卫曹参军。[59]

### 女
- 乌氏，张掖郡君，嫁朝散大夫、使持节丹州诸军事守丹州刺史充本州防御使上柱国弘农杨乾光[60]，杨乾光为河西节度使杨休明之孙[60]
- 乌氏，嫁河阳军节度都衙押陈专[61]
- 乌氏，嫁河阳军节度衙押李昌[62]

## 延伸阅读
[在维基数据编辑]
 《舊唐書·卷161》，出自刘昫《舊唐書》
 《新唐書/卷171》，出自《新唐書》

| 前任： 李光颜 | 唐朝司徒 827年 | 繼任： 王智兴 |